# Танец жизни
Танец жизни (норв. Livets dans) — картина норвежского художника-экспрессиониста Эдварда Мунка, написанная в 1899-1900 годах. Центральное произведение в цикле «Фриз жизни: поэма о любви, жизни и смерти». C 1910 года находится в Национальной галерее в Осло.

## Описание
На картине изображён летний праздник: юноши и девушки танцуют парами на берегу моря в лунную ночь (на картине узнаётся реальное место в Осгорстранне, где регулярно устраивались танцы). Среди празднующих выделяются три женские фигуры в платьях символических цветов — белом, красном и чёрном. Девушка в белом стоит слева, поодаль от танцующих, рука её тянется к цветку на высоком стебле. Женщина в красном танцует с мужчиной, которому художник придал собственные черты: они изображены в самом центре картины. Наконец, женщина в чёрном стоит возле правого края картины: у неё, как и у девушки в белом, нет партнёра, и она ревниво смотрит на танцующих. Сюжетно такая композиция перекликается с другой картиной Мунка — «Тремя возрастами женщины» (известной также как «Сфинкс»), которой в первоначальном варианте «Фриза жизни» предназначалось место, впоследствии занятое «Танцем жизни»: женщина на ней изображена в трёх ипостасях — как юная «девственница» в белом, соблазнительная обнажённая красавица и скорбная бледная фигура в траурном одеянии.